# Philippe Amaury
Pour les articles homonymes, voir Amaury.
Philippe Amaury, né le 6 mars 1940 à Verneuil-en-Halatte et mort le 23 mai 2006 à Neuilly-sur-Seine, est une personnalité du monde des affaires français.

## Biographie
Fils d'Émilien Amaury, fondateur du journal Le Parisien Libéré en 1944, Philippe Amaury est le patron de presse du groupe Amaury. À ce titre, il possède les journaux Le Parisien, L'Équipe (qu'il enrichit d'un magazine hebdomadaire et d'une déclinaison audiovisuelle L'Équipe TV), Aujourd'hui en France et France Football.
En 1994, il enrichit le quotidien d'une déclinaison nationale, Aujourd'hui en France, qui atteint une diffusion de 158 465 exemplaires, qui s'ajoutent aux 338 556 des éditions parisiennes. En 2001, il quitte le système de distribution des NMPP et constitue un système propre de diffusion du quotidien, après avoir également constitué une régie publicitaire intégrée (Manchette) et sa propre imprimerie.
Il dirige aussi Amaury Sport Organisation, l'une des principales sociétés organisatrices d'événements sportifs en France tels le Tour de France, le Paris-Roubaix, le Paris-Dakar, l'Enduro du Touquet, le Marathon de Paris et l'Open de France.
Il meurt le 23 mai 2006 des suites d'un cancer, à l'âge de 66 ans. Il était marié et père de deux enfants, Aurore et Jean-Étienne Amaury. Sa femme, Marie-Odile Amaury, lui succède dans la gestion du groupe.

## Ouvrage
- Les deux premières expériences d'un "Ministère de l'Information" en France, 1969, Librairie générale de Droit et de Jurisprudence, 871 p.